# コバトン
コバトンは、埼玉県の県の鳥であるシラコバトをモチーフにした、埼玉県のマスコット。
埼玉県立川越工業高等学校に在学していた竹腰博晃によってデザインされた。当初は2004年に埼玉県で開催された彩の国まごころ国体の大会マスコットとして登場したものだが、2005年より県のマスコット、2014年より県の特命宣伝部長となった。
2012年現在、県広報誌、イベント、県関連企業の催しなどで印刷物、グッズ、着ぐるみなどで登場し、県の公式サイトでもトップページで紹介されている。また、民間企業や市民にデザインの使用が開放されており、着ぐるみの貸し出しも行われている。
なおここでは、このキャラクターに関連するミドコバも併せて記述する。

## プロフィール
- 誕生日：2000年5月31日[1]
- 命名日：2001年2月21日[1]
- 県のマスコット就任：2005年1月4日[1]
- 県の特命宣伝部長就任：2014年1月1日[2]
- 出動は年間300回以上
- 埼玉県広聴広報課「コバトン様」でファンレターを送ることができる。2010年は11通、2011年は128通、2012年は 398通、2013年は507通、2014年は538通（1月15日現在）、2015年は426通（1月9日現在）、2016年は356通（1月9日現在）、2017年は316通（1月11日現在）、2018年は268通（1月10日現在）、2019年は192通（1月9日現在）、2020年は555通（1月9日現在）、2021年は412枚（1月12日現在）[3] の年賀状が届いた。住所が分かる年賀状に対しては返信する予定としている。

## 歴史

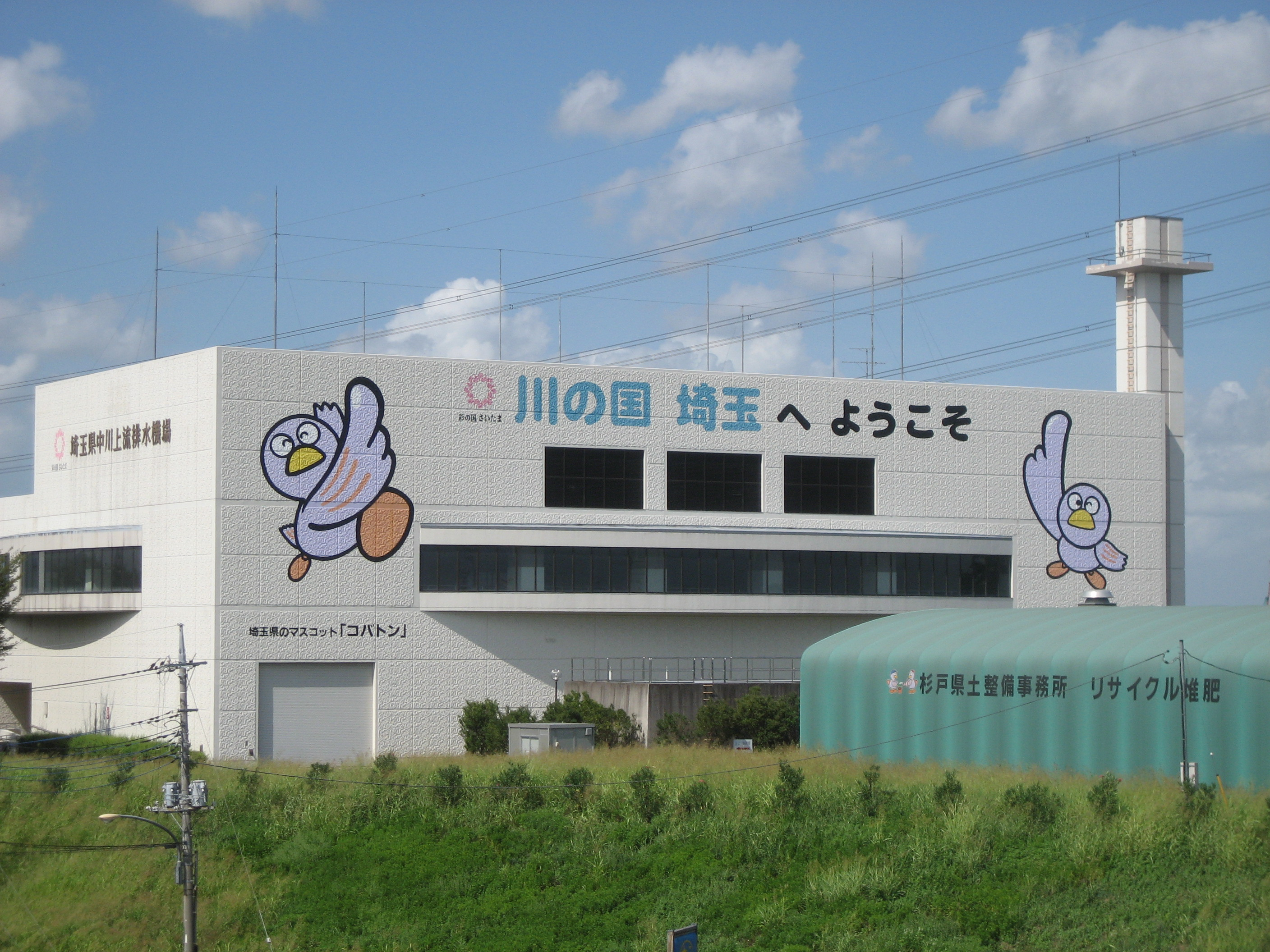
県有施設の壁画

- 2000年 埼玉県が国体マスコットとキャラクター名を公募。
- 2004年 彩の国まごころ国体大会マスコットとして活躍。
- 2005年1月4日 上田清司知事がコバトンに埼玉県のマスコットとして辞令を交付。
- 2005年5月 埼玉りそな銀行がコバトンを起用。行員の名刺、キャッシュカードのデザイン等に使用[4]。
- 2008年夏 埼玉県がコバトンの新シリーズ「ご当地コバトン」のデザイン（12種、ほか落款6種）を公表。県メールマガジン読者にご当地コバトンのスクリーンセーバー（1種）、壁紙（12種）を随時提供。
- 2008年11月 埼玉県内のゆるキャラによるユニット「ゆる玉応援団」団長に就任。
- 2008年11月 埼玉西武ライオンズがチーム名に『埼玉』を初めて冠した年に日本一、アジア一になった事を記念して、渡辺久信監督の胴上げとともに、コバトンも選手の手により胴上げされた。
- 2009年3月 埼玉県出身の宇宙飛行士・若田光一と共にスペースシャトル・ディスカバリーに搭乗。国際宇宙ステーション滞在を行う。
- 2009年8月22日 アニメ映画「ホッタラケの島 〜遥と魔法の鏡〜」に登場する。
- 2009年10月4日 国際天文学連合 (IAU) が太陽系を回る小惑星12031番に"Kobaton"（コバトン）と命名することを正式に認定。発見した狭山市のアマチュア天文家・佐藤直人の命名が認められたもの[5][6]。
- 2010年10月23日 映画「ネムリバ」にカメオ出演。
- 2011年2月19日 鴻巣市にある、コバトンの着ぐるみを製作している工場が出火し全焼[7]（同年8月に通常業務再開）。
- 2011年9月 「コバトンあちこち出没隊」を結成し、主に埼玉県内や東京都内の施設を訪れたりイベントなどに参加している。活動の様子をTwitterやFacebookで報告する（開始時期は年度により異なり、翌年の2月頃まで活動）。
- 2012年2月26日 公務員ランナーとして活動している川内優輝が東京マラソンに出場した際、同マラソンコースの10キロ、39キロ、41キロ地点で応援に駆けつけた。これは川内自身が「終盤でコバトンが応援してくれると力になる」と県に希望し実現したもので、その日の着ぐるみには「必勝」と書いた鉢巻きとユニホームを着用していた[8]。
- 2014年1月6日 上田清司知事がコバトンに埼玉県の特命宣伝部長として補職辞令を交付[2] 。
- 2014年5月 日本スポーツマスターズ埼玉大会の公式ポスターのモデルに起用される。
- 2014年11月14日 埼玉県が新たなマスコットとして「さいたまっち」が登場[9][10]。キャラクターデザインはバナナマンの設楽統[11]。
- 2022年1月16日 この日放送された『マジカパーティ』第41話に昨年の150周年を記念して、埼玉県にまつわる話が放送され、コバトンの他に「さいたまっち」と共にアニメで初登場した。挿入歌には「埼玉県歌」（作詞：岸上のぶを、補作：神保光太郎、作曲：明本京静）がBGMとして採用し、エンディングでは「協力」としてクレジットされている。

## 登場から定着まで
マスコットの発表当初は「何なのか分からない」といわれたが、着ぐるみを帯同してのイベントへのこまめなPR活動とコバトングッズの出張販売により、徐々にキャラクターが浸透。知名度が高まった。
このグッズ販売の目的には「彩の国まごころ国体」の運営資金を得ることがあった。「彩の国まごころ国体」開催準備の時期は平成不況のまっただ中で、会場建設規模を縮小するなど埼玉県の支出の抑制が図られており、その関係で国体運営費用の一部をグッズ販売による収入でまかなうことになっていた。グッズ販売の売上げは最終的に1億円に達し、収益のうち500万円は、秋季大会開会式当日の夕刻に発生した新潟県中越地震の義援金に充てられた。
2004年、彩の国まごころ国体実施に当たって西武ライオンズ（当時）の松坂大輔が広報インタビューに応じた際、コバトンのぬいぐるみが2体寄贈された。そのうちの1体は西武のポストシーズンに帯同して全試合ベンチ入りし、同年の西武のパ・リーグプレーオフ優勝と、日本シリーズ優勝の胴上げにも参加。この時の写真には、監督の伊東勤の胴上げのどさくさに紛れてコバトンのぬいぐるみを高々と掲げる星野智樹の姿が映っており、全国へコバトンの存在を知らしめることとなった。また、2008年に西武がパ・リーグレギュラーシーズン（表彰式のみ）・クライマックスシリーズ・日本シリーズ・さらにアジアシリーズを制覇し、監督の渡辺久信が胴上げされた際にも、コバトンのぬいぐるみが再び星野に伴われて登場した。
サッカーでは、2004年コバトンが国体のPRに訪れた県内球団のうち、浦和レッドダイヤモンズはJ1セカンドステージを制覇し大宮アルディージャはJ1昇格を達成、L・リーグのさいたまレイナスも逆転優勝を果たした。これにより、コバトンは「勝利を運んでくるマスコット」「勝利の鳥」ともされた。
この他にも埼玉県内のスポーツ関係イベントでコバトンが登場するケースは多い。2007年5月25日、マンシングウェアオープン KSBカップ優勝報告のため埼玉県庁を訪れた北葛飾郡松伏町出身のプロゴルフ選手石川遼に、上田知事がコバトンのぬいぐるみをプレゼントした。2008年4月10日、第80回選抜高等学校野球大会準優勝報告のため聖望学園野球部員と監督が埼玉県庁を訪れた際、主将に知事からコバトンの特製ぬいぐるみが贈られた（以降もぬいぐるみは、全国・国際大会で活躍した県内出身のスポーツ選手・チームに贈られている）。
2008年に埼玉県で開催された彩夏到来08埼玉総体（インターハイ）のマスコットとしてもコバトンが採用され、JR浦和駅西口の駅前広場には、各種競技をしているコバトンのイラストが描かれた広告板が設置された。埼玉県内のコカ・コーラの自動販売機には、シールが貼られていた。
2014年に埼玉県で開催された日本スポーツマスターズ埼玉大会の公式ポスターのモデル としてもコバトンが採用され、「マスターズコバトン」として登場した。立体イラストレーターの菊地トモヒロが制作し、左翼に埼玉の特産品・観光地を抱えた姿となっている。

## 登場する場面

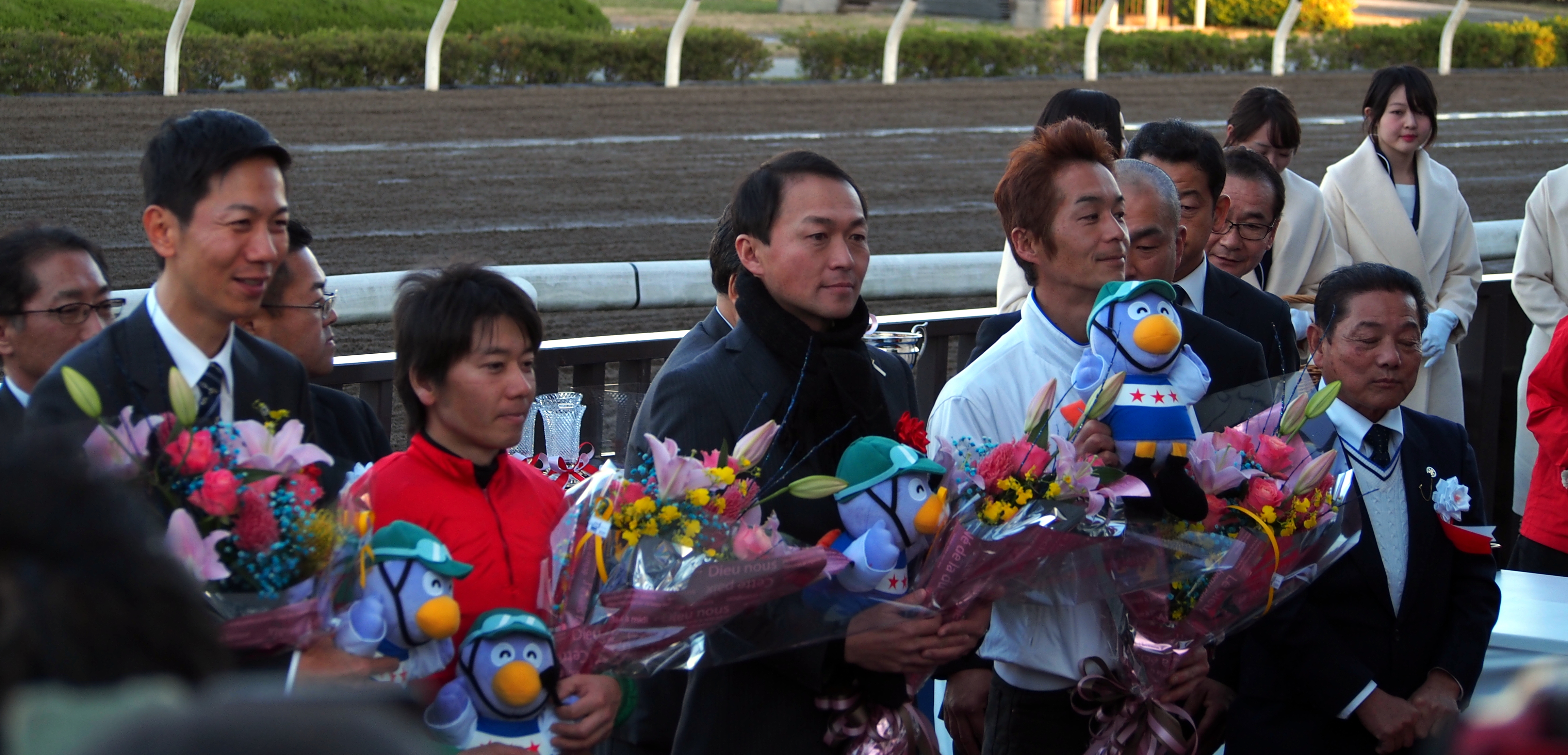
2017年の浦和記念優勝セレモニーにて
柴田大知騎手ら関係者の手に染め分け帽を被ったコバトンのぬいぐるみ

埼玉県のPR書類にはコバトンが多く存在し、クールビズ、ウォームビズ、2006年にさいたまスーパーアリーナで行われたバスケットボール世界選手権の県内PRにも一役かっていた。2005年から2006年3月までの埼玉県広報紙「彩の国だより」では、コバトンとじゃんけんをするコーナーが存在した。埼玉県内の学校給食では、牛乳のパッケージにコバトンを模したものや、コバトンパンなどが存在する。自治体レベルでも、所沢市の施設やポスター、秩父市の和同開珎を模した商品券などにコバトンが描かれている。
2008年1月下旬、西武30000系電車が山口県下松市の日立製作所笠戸事業所から納車された際、コバトンのぬいぐるみが埼玉西武ライオンズのマスコットのレオと共に最後部の車両の運転台に飾られていた。2008年5月24日に大宮総合車両センターで行われた「JRおおみや鉄道ふれあいフェア2008」（現・「鉄道のまち大宮 鉄道ふれあいフェア」）では、Suicaペンギンと共に受付をした。
また埼玉スタジアム2002、NACK5スタジアム、西武ドームなどの埼玉県内の各種プロスポーツチーム（浦和レッドダイヤモンズ・大宮アルディージャ・埼玉西武ライオンズ・さいたまブロンコス・越谷アルファーズ）の試合会場に、各チームのマスコットなどと共に度々登場している。
前述の通り、コバトンの使用は広く認められているが、埼玉県が作成する「コバトン デザインガイドマニュアル」があり、コバトンを使用する時はこのマニュアルに掲載されているデザインを使用することになる。マニュアルとはいっても民間に広く開放されている。また埼玉県のマスコットになった後も、毎年のように新デザインが追加されている。
コバトンのぬいぐるみ（着ぐるみ）では、夏祭りなどを盛り上げるため、コバトン専用のはっぴや、女の子バージョンの衣服などが存在する。

## グッズ販売
- 2005年10月 埼玉県がぬいぐるみS・M、カレンダーを発売。（カレンダーは2007年まで、毎年秋に発売）
- 2006年3月 埼玉県がステッカーを発売。
- 2006年6月 2006年バスケットボール世界選手権の開催に伴い、ファイナルラウンドの開催地であるさいたま市のアピールとして、バスケットをしているコバトンのピンバッジを埼玉県が発売。
- 2006年12月 埼玉県が携帯ストラップを発売。
- 2007年1月 埼玉県がぬいぐるみLを発売。
- 2007年 西武ライオンズがぬいぐるみとパペットを発売。
- 2007年10月 埼玉高速鉄道が制服コバトンを発売。
- 2008年春 埼玉県がコバトンカンバッジ（6種）を発売。
- 2009年3月 埼玉高速鉄道が浦和レッズバージョンのコバトンぬいぐるみを発売。即日完売となったが、9月に再発売された。
- 2011年4月 埼玉県内を中心に活動する音楽ユニット「にゃんたぶぅ」が非公式（黙認）応援歌『コバトン音頭』を発売。
- 2011年10月 大宮アルディージャがコバトンコラボタオルマフラーを発売。
- 2013年11月 「にゃんたぶぅ」が公式応援歌『コバトンRISING!』・『コバトン行進曲～コバトンといっしょに～』を発売。
- 2023年10月13日 表紙にコバトンのデザインされた埼玉県民手帳発売。

## ミドコバ
本来のコバトンは薄紫だが、埼玉県内の優れた自然・歴史的景観を守るための運動「さいたま緑のトラスト運動」の一環として、コバトンを緑色にあしらったミドコバが存在する。緑色と発表されたがどちらかと言えば黄緑色に近い。
2006年にSサイズとLサイズのミドコバぬいぐるみが製作された。このうちSサイズは、2006年初夏ごろに同運動の一般会員新規入会先着1000人にプレゼントされ、Lサイズは同じく法人会員に贈られた。また2007年初夏には、同じく同運動の一般会員新規入会者や紹介者先着1000人に「緑のコバトン」と書かれたミドコバのストラップがプレゼントされている。仕様やポーズは一般市販されているコバトンストラップと同じであるが、紐の部分に「Saitama Greenery Trust」と書かれている。
ミドコバの着ぐるみは存在しないが、同運動のPRキャンペーンにコバトンが登場した時、コバトンがLサイズのミドコバぬいぐるみを持っていたり首にぶら下げていたりということが数例ある。